# Broxton (Oklahoma)
Pour les articles homonymes, voir Broxton.

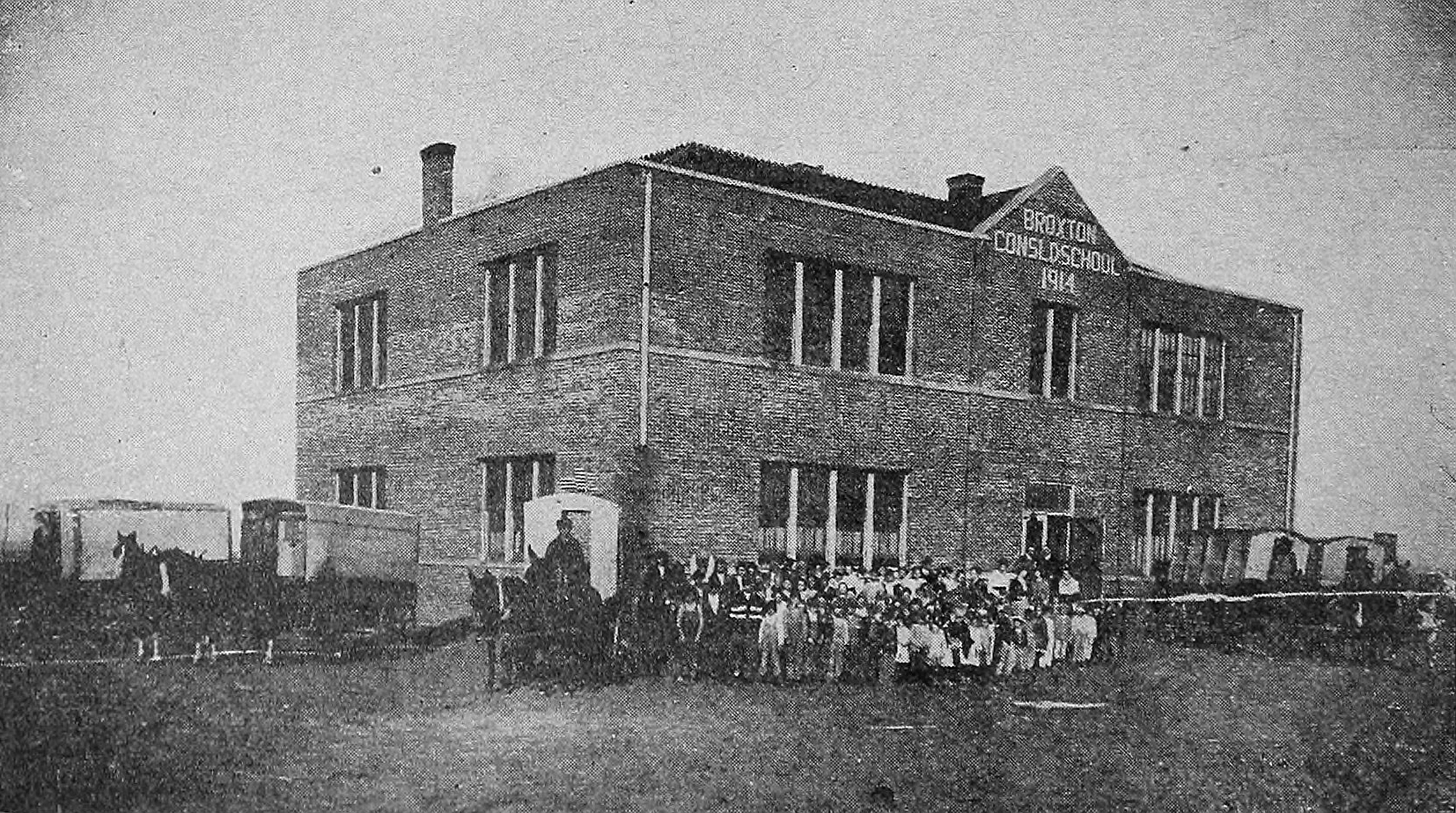
École de Broxton en 1918

Broxton est une communauté non constituée en société du comté de Caddo, dans l'Oklahoma, aux États-Unis.
Il était initialement prévu de former une véritable ville avec 50 lots urbains.
Broxton avait son propre district scolaire indépendant jusque dans les années 1990, ou il fut fusionné avec le district scolaire de Fort Cobb, créant l'école publique de Fort Cobb-Broxton 
La communauté de Pine Ridge était également desservie par le district scolaire de Broxton.

## Broxton dans la fiction
Depuis la fin des années 2000, Broxton et ses régions environnantes constituent un décor majeur de la série Thor de Marvel Comics. En effet, le royaume d'Asgard, du dieu nordique Thor, est devenue une masse continentale flottante à l'extérieur de Broxton. Bien que les Asgardiens aient été bien accueillis par les locaux, dans la mini-série Fear Itself de 2011, Odin, irrité d'être devenu le destinataire de l'altruisme humain et sentant le retour d'un ancien ennemi, ramène son peuple à l'ancien emplacement d'Asgard.
Broxton est présenté dans la deuxième saison de Loki en tant que maison d'adoption de Sylvie.